# کیمینوب
کیمینوب (به انگلیسی: Keminub) ملکه مصر باستان در اواخر دودمان دوازدهم و اوایل دودمان سیزدهم در دوران پادشاهی میانه مصر بود که لقب رسمی «همسر پادشاه» را داشت.

## دفن

### مقبره
در دهشور مقبره کیمینوب در کنار هرم آمنمهات دوم قرار داشت. به همین دلیل گفته شده که کیمینوب همسر او بوده است. این مقبره به شدت توسط دزدان غارت شده بود و تنها تکه‌هایی از تابوت‌ها باقی مانده بود که به باستان‌شناسان اجازه می‌داد اسامی و القاب کیمینوب را شناسایی کنند. مشخصه این مقبره یک راهرو طاقدار طویل، دیوارهای آجری گلی و یک اتاق تدفین کاملاً غارت شده است.

### تابوت
سبک تابوت و دفن او تشابهاتی به تدفین های دودمان سیزدهم دارد. بنابراین او ممکن است در عوض ملکه این دودمان بوده باشد. نام شوهرش تاکنون معلوم نیست. کیمینوب همراه با یک خزانه‌دار به نام آمنحوتپ که مربوط به دودمان سیزدهم مصر است به خاک سپرده شد.